# Liste der Kulturdenkmäler in Ließem (Eifel)
In der Liste der Kulturdenkmäler in Ließem sind alle Kulturdenkmäler der rheinland-pfälzischen Ortsgemeinde Ließem aufgeführt. Grundlage ist die Denkmalliste des Landes Rheinland-Pfalz (Stand: 27. Juni 2022).

## Einzeldenkmäler
| Bezeichnung | Lage              | Baujahr | Beschreibung | Bild                           |
| ----------- | ----------------- | ------- | --- | ------------------------------ |
| Burg Ließem | Talstraße 14 Lage | 1353    | Turmhaus mit Zeltdach, 1353, nach 1525 einbezogen in den Neubau des Herrenhauses mit Treppenturm, Kniestock aus dem 18. Jahrhundert, Fassade im 19. Jahrhundert überformt; Torturm mit Ehewappen, bezeichnet 1622; Ausstattung teilweise erhalten | weitere Bilder Fotos hochladen |